# Марго (аппелласьон)

Аппелласьоны левого берега Жиронды. Марго обозначен цветом охры.

Марго — винодельческая коммуна и апелласьон в субрегионе О-Медок в Бордо. Всего здесь находятся 21 шато уровня Гран Крю — больше, чем в любой другой коммуне Бордо.
Одна из наиболее известных виноделен также носит название Марго (Chateau Margaux).

## Винодельни
PREMIERS CRUS (первые шато) (1 из 5):
- Château Margaux

DEUXIÈMES CRUS (вторые шато) (5 из 14)
- Château Rauzan-Ségla,
- Château Rauzan-Gassies,
- Château Durfort-Vivens,
- Château Lascombes,
- Château Brane-Cantenac

TROISIÈMES CRUS (третьи шато) (10 из 15)
- Château Kirwan,
- Château d'Issan,
- Château Giscours,
- Château Malescot St. Exupéry,
- Château Cantenac-Brown,
- Château Boyd-Cantenac,
- Château Palmer,
- Château Desmirail,
- Château Ferrière,
- Château Marquis d'Alesme Becker

QUATRIÈMES CRUS (четвёртые шато) (3 из 10)
- Château Pouget,
- Château Prieuré-Lichine,
- Château Marquis de Terme

CINQUIÈMES CRUS (пятые шато) (2 из 18)
- Château Dauzac
- Château du Tertre